# Jan Stanisław Zagórski
Jan Stanisław Zagórski herbu Ostoja (zm. 27 VII 1736) – podstarości i wojski większy krzemieniecki, podstoli wołyński, dziedzic dóbr Potutorów i Wołkowce.

## Życiorys
Jan Stanisław Zagórski należał do heraldycznego rodu Ostojów (Mościców). Jego przodkowie wywodzili się z Zagórzyc w gminie Michałowice, w powiecie krakowskim. Był synem Stanisława Zagórskiego i Katarzyny Kamińskiej. Jego małżonką była Teresa Drohojowska, z którą miał syna Józefa Walentego, podkomorzego łuckiego. Ożenił się ponownie z Anną Ledóchowską, z którą spłodził córkę Teresę oraz synów – Sebastiana, zakonnika SJ, Franciszka, starostę owruckiego i Wojciecha Zagórskich.
Jan Stanisław Zagórski sprawował liczne funkcje i urzędy. Był w latach 1718-1732 wojskim większym krzemienieckim, następnie w latach 1732-1733 podstolim wołyńskim, pełnił także funkcje podstarościego krzemienieckiego oraz sędziego deputata do Trybunału Głównego Koronnego.
Postać Jana Stanisława Zagórskiego została opisana w kazaniu ofiarowanym jego synowi Józefowi Walentemu w oktawę koronacji cudownego obrazu Matki Boskiej Łuckiej w 1749 roku. Poniżej fragment dot. Zagórskiego:

Ten [...] był Sędzią, potym Podstarościm Grodzkim Krzemienieckim, Podstolim Wołyńskim, Deputatem na Trybunał Wielki Koronny : iako zaś był estymowany z przykładnego Życia, z nieposzlakowanej Sprawiedliwości, y ze wszystkich Cnot pobożnych, publiczna dotąd nie przestaie, y potym nie przestanie głosić Sława. Umiał Ten zacny Zięmianin, y Honoru, y Fortuny od Boga Sobie powierzoney zażyć tak dobrze, że to wszystko było naypierwey z Chwałą Boską, z pomnożeniem Oyczystey Sławy, y z konserwacyą Ludzkiey przyiaźni. A dopędzaiąc lat Swoich terminu, obmyśliwszy całość Fortuny dla Zacnego Potomstwa, exuvias smiertelnośći swoiey złożyć kazał na S. Rożancowey Gorze, bez żadney pogrzebowey pompy; nie każąc się nawet chować w grobie, ale w przysionku Kościelnym w ziemi [...].